# Prodidomus papavanasanemensis
Espèce
Prodidomus papavanasanemensis est une espèce d'araignées aranéomorphes de la famille des Prodidomidae.

## Distribution
Cette espèce est endémique d'Andhra Pradesh en Inde,. Elle se rencontre vers Tirupati.

## Description
La femelle holotype mesure 5,6 mm.

## Systématique et taxinomie
Cette espèce a été décrite par Cooke en 1972.

## Étymologie
Son nom d'espèce, composé de papavanasanem  et du suffixe latin -ensis, « qui vit dans, qui habite », lui a été donné en référence au lieu de sa découverte, Papavanasanem.

## Publication originale
- Cooke, 1972 : « Four new species of Prodidomus (Araneae: Prodidomidae) from south India. » Journal of the New York Entomological Society, vol. 80, p. 129-136.